# Regiunea Vysočina
Regiunea Vysočina (cehă: Vysočina kraj) este o regiune (kraj) în partea nord-vestică a Republicii Cehe și are centrul administrativ în orașul Jihlava. Este împărțită în 5 districte și este situată în sud-estul Boemiei și in vestul Moraviei.

## Impărțire administrativă
| Impărțirea administrativă | Impărțirea administrativă | Impărțirea administrativă | Impărțirea administrativă | Impărțirea administrativă |
| ------------------------- | ------------------------- | ------------------------- | ------------------------- | ------------------------- |
| Okres (District)          | Suprafața in km²          | Locuitori                 | Vârsta medie              | Comune                    |
| Havlíčkův Brod            | 1.265                     | 94.778                    | 39,1                      | 120                       |
| Jihlava                   | 1.180                     | 108.404                   | 38,8                      | 121                       |
| Pelhřimov                 | 1.290                     | 72.219                    | 39,7                      | 120                       |
| Třebíč                    | 1.518                     | 116.415                   | 38,3                      | 173                       |
| Žďár nad Sázavou          | 1.672                     | 118.216                   | 37,9                      | 195                       |